# Max Anderlohr
Franz Maximilian (Max) Anderlohr (* 13. Februar 1884 in Aschaffenburg; † 6. Januar 1961 in Erlangen) war ein deutscher Elektroingenieur und Wehrwirtschaftsführer. Er stand über 30 Jahre im Dienst des Siemens-Konzerns und zählt zu den prägenden Persönlichkeiten im Bereich der Medizingerätetechnik.

## Leben
Als studierter Ingenieur arbeitete Anderlohr bei Voigt & Häffner in Frankfurt und bei der AEG in Berlin als Konstrukteur, später bei Felten, Guilleaume, Lahmeyer-Werke in Frankfurt, bevor er 1908 Entwicklungsingenieur bei der Siemens-Reiniger-Veifa mbH wurde. Von 1910 bis 1921 leitete er die Zweigniederlassung der Firma in Wien. 1921 trat er in den Vorstand der Inag (Industrie-Unternehmungen AG) ein und wurde in dieser Eigenschaft Technischer Leiter des Röhrenwerkes in Rudolstadt und Leiter der Veifa-Werke in Frankfurt a. M. Von 1925 bis 1952 war Anderlohr Vorstandsmitglied der Siemens-Reiniger-Werke, Schatzmeister der Friedrich-Alexander-Universität Erlangen und erster Vorsitzender der Gesellschaft der Freunde und Förderer des Deutschen Röntgen-Museums in Remscheid.
Am 17. Oktober 1937 beantragte er die Aufnahme in die NSDAP und wurde rückwirkend zum 1. Mai desselben Jahres aufgenommen (Mitgliedsnummer 5.499.314).
Nach seinem Tod (1966) wurde in Erlangen-Sieglitzhof eine Straße nach ihm benannt.

## Auszeichnungen
- Ehrensenator der Friedrich-Alexander-Universität Erlangen und der Technischen Hochschule Stuttgart
- Ehrenbürger der Stadt Erlangen (1952)
- Ehrendoktortitel der medizinischen Fakultät, Friedrich-Alexander Universität Erlangen
- Verdienstkreuz der Bundesrepublik Deutschland (1953)
- Röntgen-Plakette der Stadt Remscheid (1954)